# Райнальдо
Райна́льдо (лат. Rainaldus, итал. Rainaldo; XII век) — итальянский архитектор, предположительный автор проекта Пизанского собора.
О жизни Райнальдо ничего не известно. Его имя упоминается на единственной, мраморной мозаичной надписи неизвестного автора, помещённой в центре фасада Пизанского собора:
Здесь творил умелый мастер Райнальд, произведя эту изумительную, драгоценную  работу, и сделал это с невероятным умением и находчивостью.Оригинальный текст (лат.)Hoc opus eximium, tam mirum, tam pretiosum Rainaldus prudens operator et ipse magister constituit mire, sollerter et ingeniose

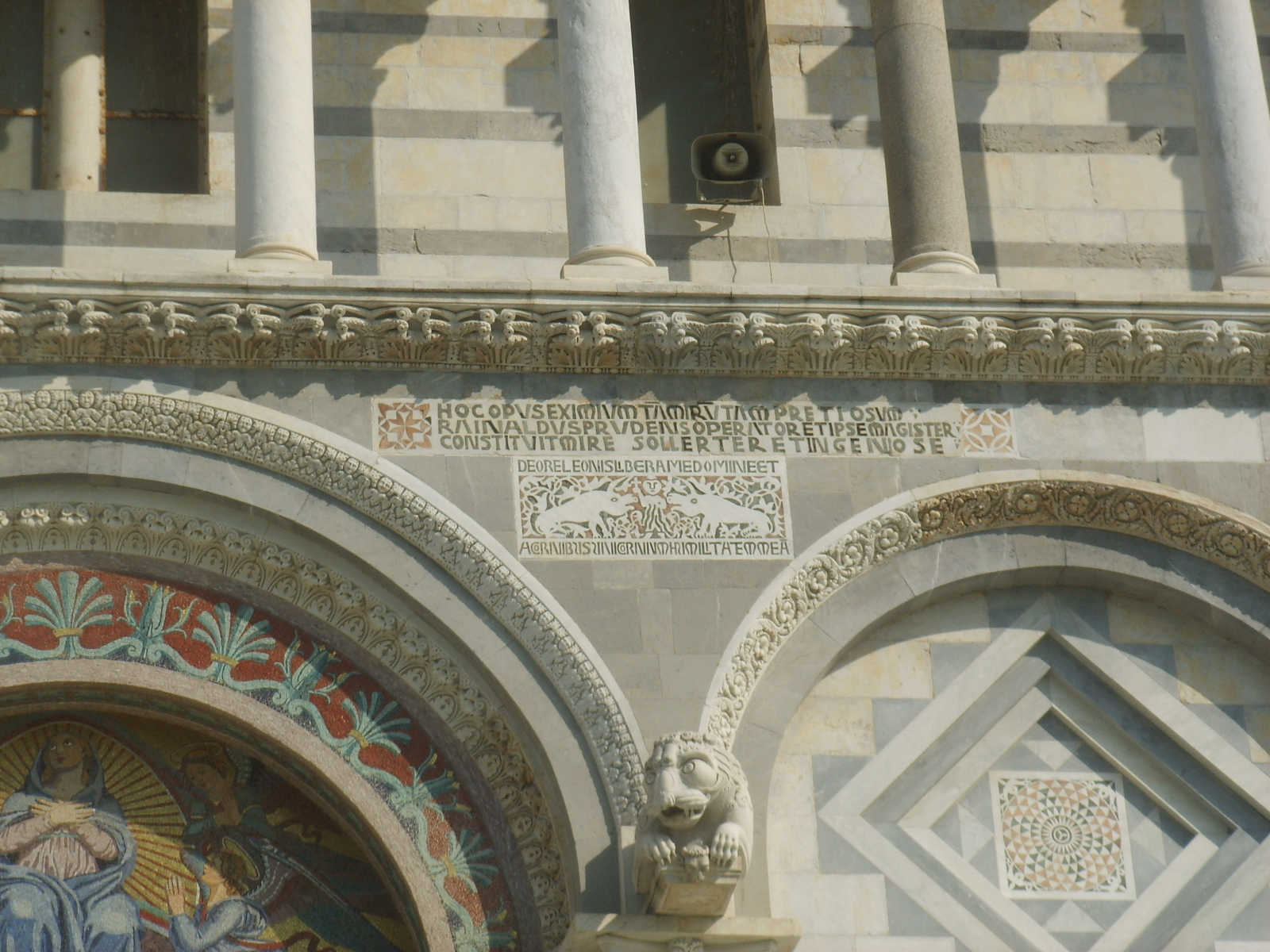
Надпись на фасаде собора

Предположительно Райнальдо был главным архитектором на завершающей фазе строительства собора, однако не исключено, что он был автором только фасада после смерти Бускето. Некоторые исследователи приписывают Райнальдо внесение в конструкцию собора ряда новых элементов декорирования главного фасада, купола, нефов и трансепта собора. Предположительно авторству Райнальдо принадлежит главный доминирующий элемент фасада, представляющий собой четыре яруса арок различных пропорций и конфигураций.